# Электромобильный марафон
"Электромобильный Марафон" — ралли-марафон, проходящее ежегодно по территории Европы с 2011 года. К участию в Электромобильном Марафоне на любом этапе допускается любой желающий на электромобиле или гибридном автомобиле с возможностью подключения к электросети (так же называемый англ. plug-in hybrid electric vehicle или PHEV). При этом участвовать в ралли могут как серийные электромобили и гибриды, так и переоборудованные авто, и самодельные модели, имеющие официальную регистрацию и право перемещаться по автомобильным дорогам общего пользования.
Кроме электромобилей на отдельных этапах "Электромобильного Марафона" в ралли участвуют электрические велосипеды, электроскутеры, электрические квадроциклы и т. д.

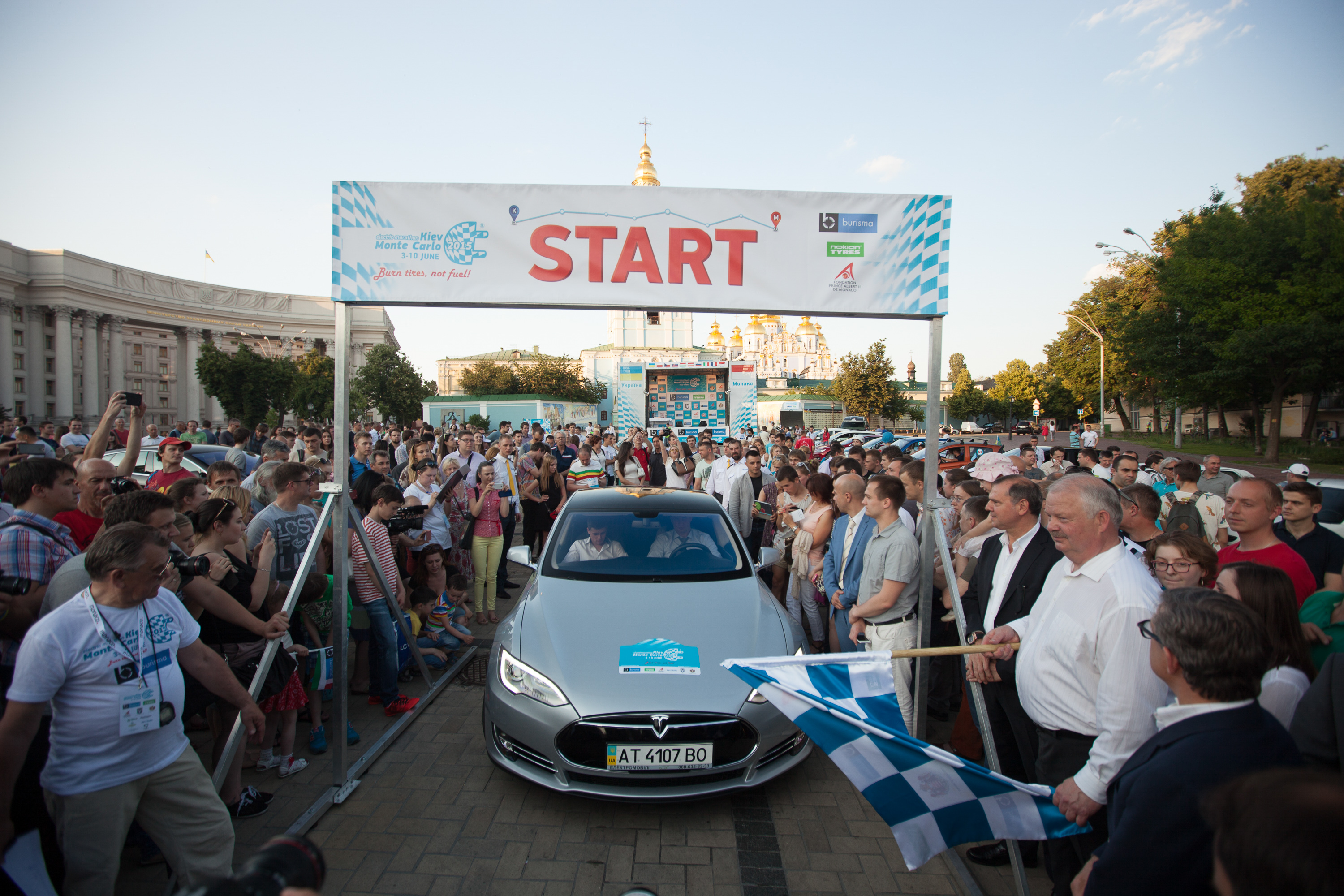
Старт "Электромобильного Марафона 2015" в Киеве

Также, во время проведения официальных церемоний, символически участвуют в Марафоне и иные электрические транспортные средства – например, трамваи, электробусы.

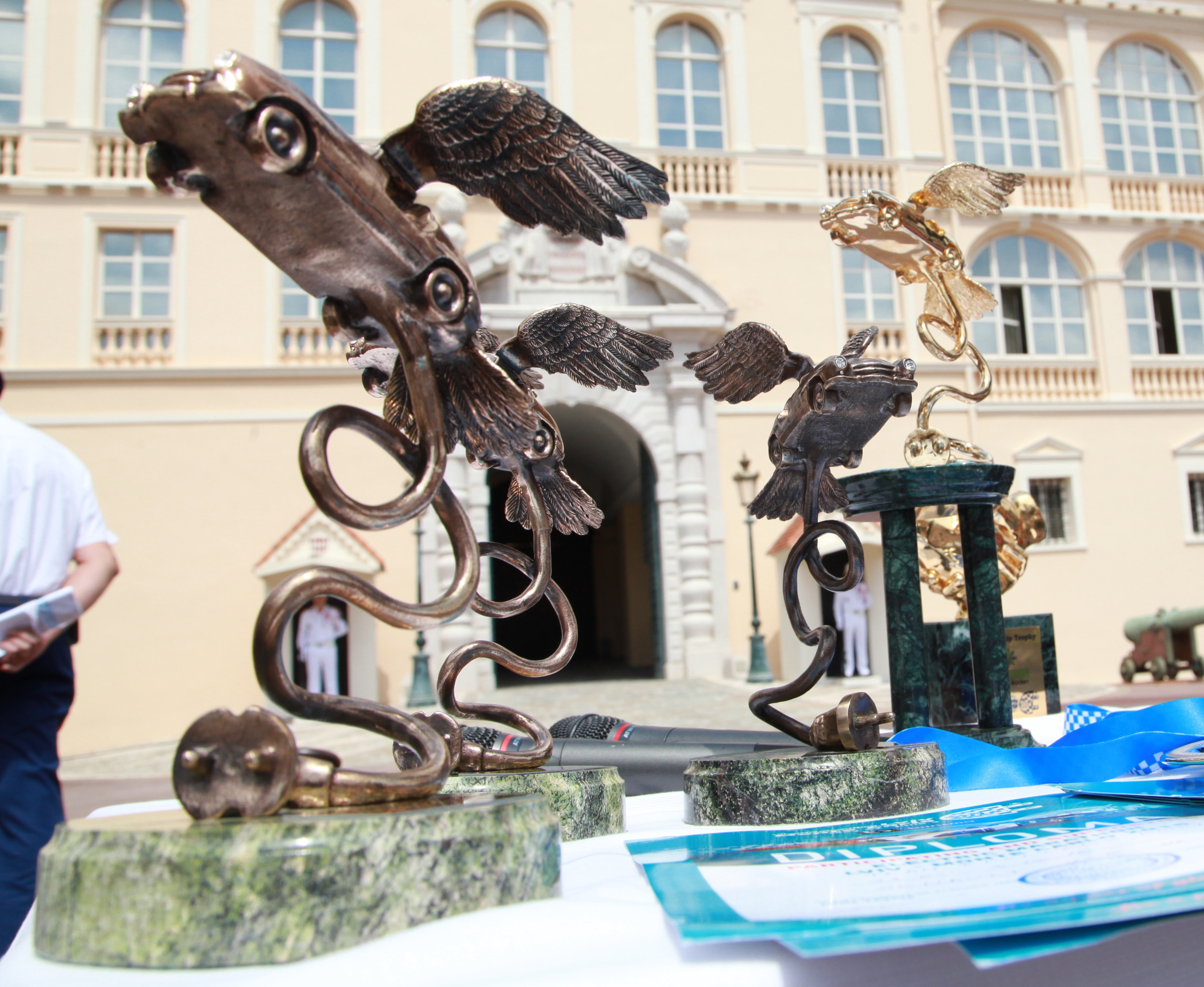
Награды победителям "Электромобильного Марафона"

Задекларированная миссия "Электромобильного Марафона" – обратить внимание европейской и мировой общественности на проблемы защиты окружающей среды, популяризировать транспортные средства с нулевыми выбросами в атмосферу, а также способствовать развитию инфраструктуры по обслуживанию электромобилей в Европе.
Проведение Электромобильного Марафона сопровождается официальными и общественными мероприятиями: встречами с руководством городов на пути следования ралли, экологическими конференциями, творческими молодёжными конкурсами. Например, в 2016 году в Монако состоялся организованный компанией "Electric Marathon International", Почётным консульством Монако в Эстонии, компанией «Burisma Holdings» и Фондом Князя Монако Альбера II, приуроченный к финишу "Электромобильного Марафона", Международный форум по энергетической безопасности "Energy Security for the Future: New sources, Responsibility, Sustainability", при участии ряда мировых политиков, представителей бизнеса и общественных деятелей.

## Регламент

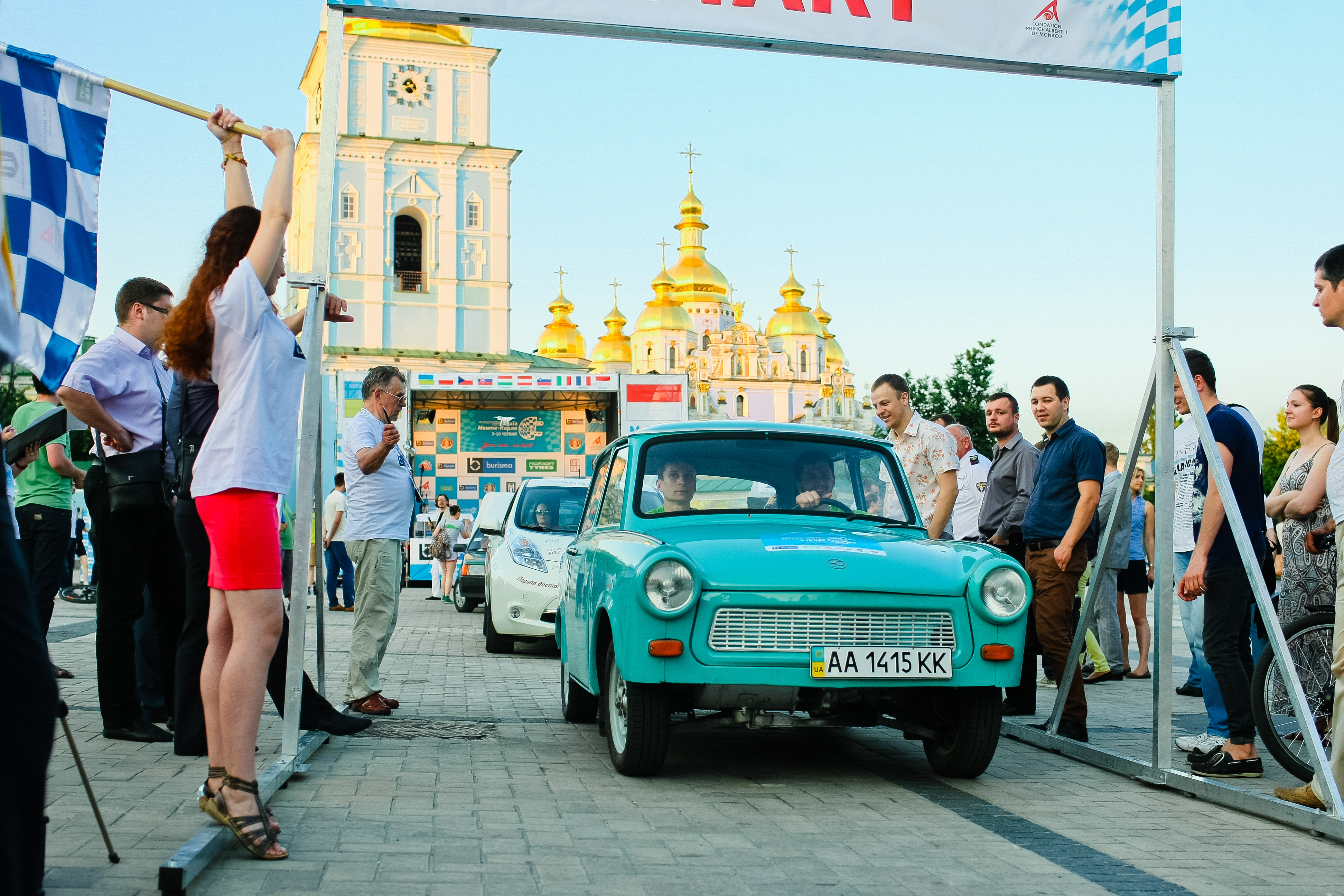
Trabant, переоборудованный в электромобиль, на старте Электромобильного Марафона 2015

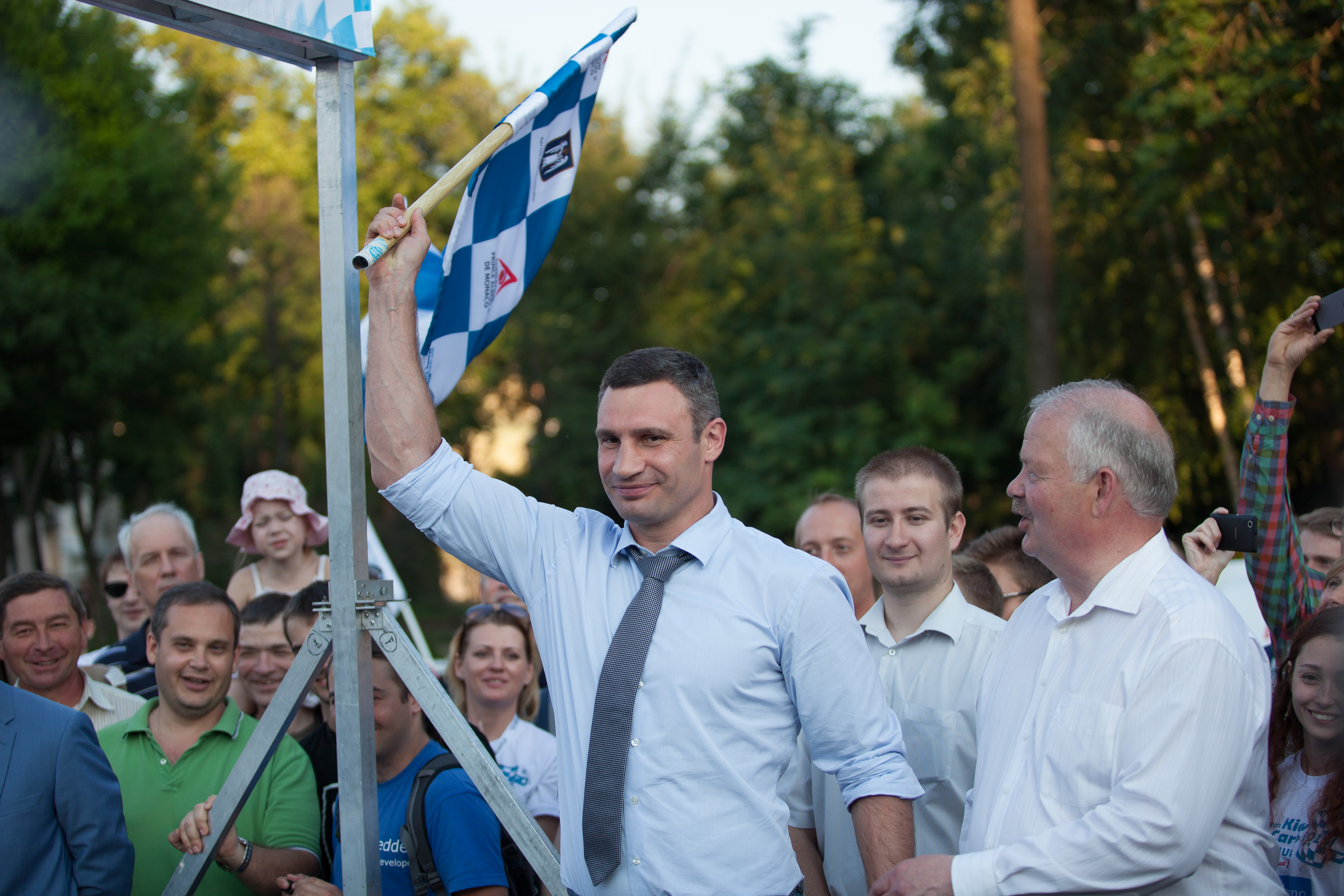
Мэр Киева Виталий Кличко даёт старт "Электромобильному Марафону 2015"

К участию в ралли допускаются транспортные средства следующих категорий:
- Транспортные средства с электродвигателем серийного производства;
- Переоборудованные, модифицированные или прототипы транспортных средств с электродвигателем;
- Гибридные автомобили;
- Электрические мотоциклы.

"Электромобильный Марафон" является «интеллектуальным ралли». Он проводится по дорогам общего пользования, а критерием победы является не скорость, а точность расписания и навигации, надёжность автомобиля в длинных и сложных заездах. Эталонное время устанавливает так называемый «нулевой автомобиль», а победителем становится та команда, которая приходит максимально близко к эталонному времени. В ходе "Электромобильного Марафона" все участники обязаны соблюдать правила дорожного движения.

## Оргкомитет

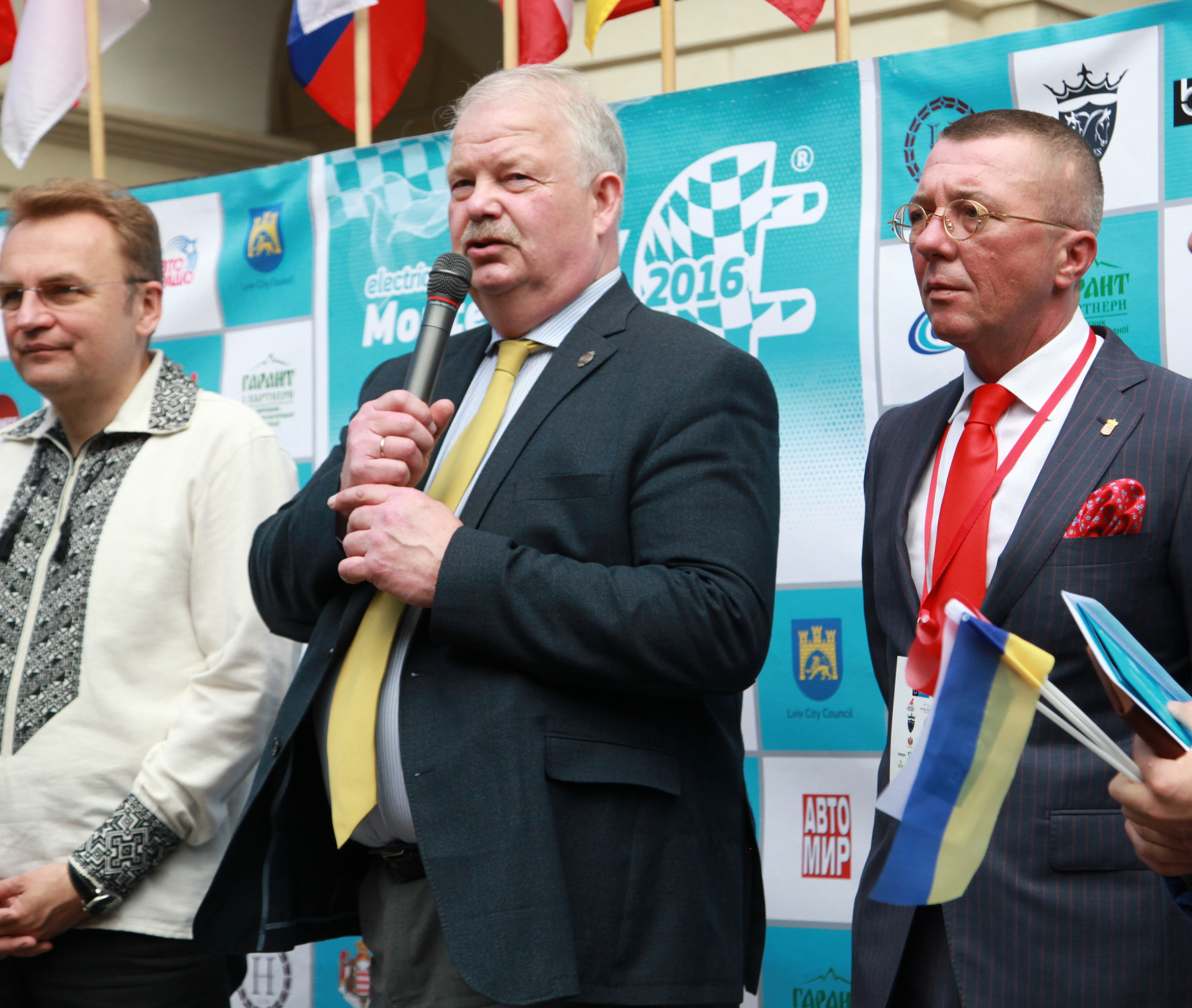
Мэр Львова Андрей Садовый, Юрий Тамм и Андрей Белый на церемонии открытия "Электромобильного Марафона 2016" 22.05.2016

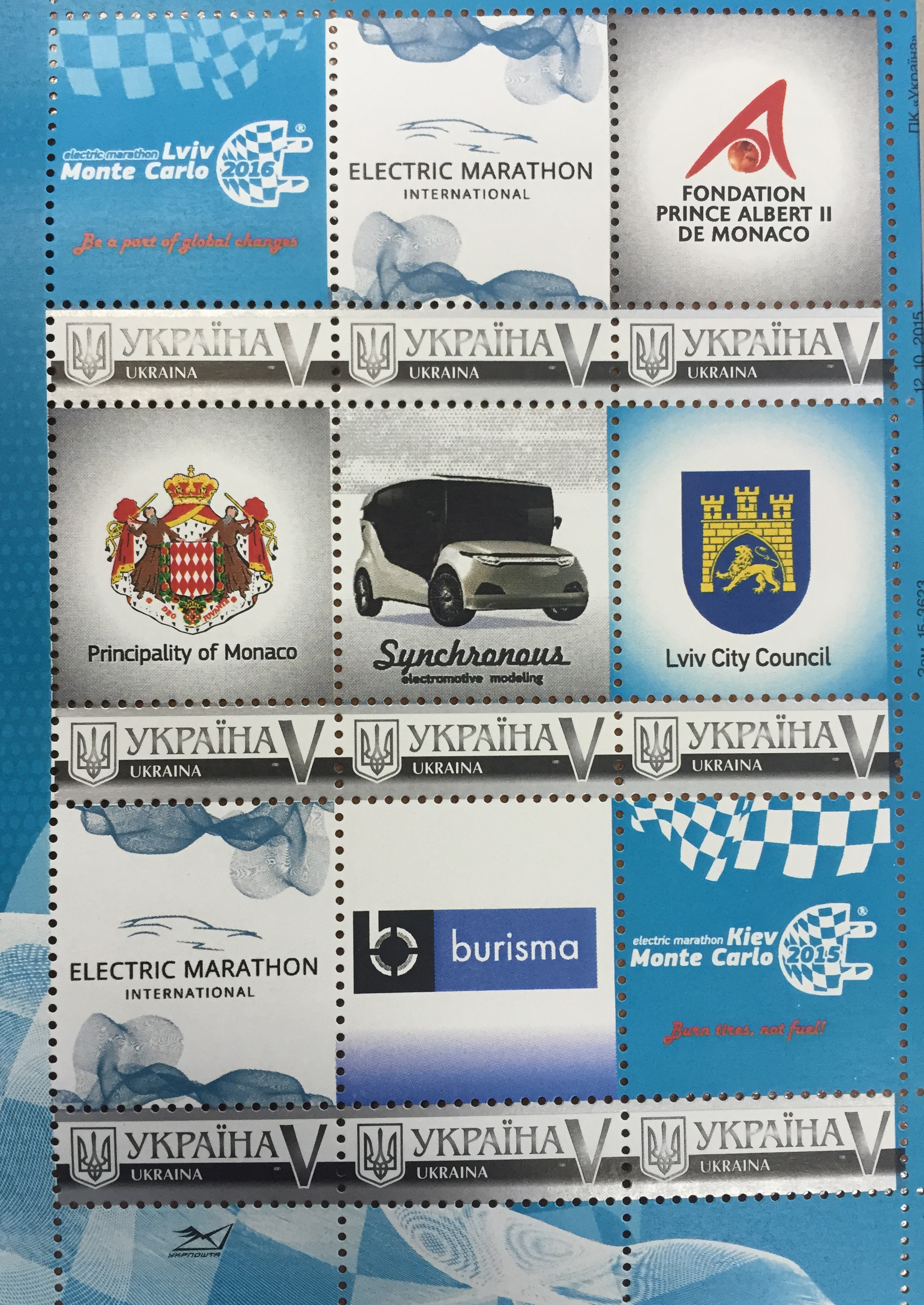
Украинские почтовые марки, посвящённые "Электромобильному Марафону"

Организатором Электромобильного Марафона выступают компания Electric Marathon International и Почётное Консульство Монако в Эстонии. Оргкомитет возглавляют Президент Марафона, Почётный Консул Монако в Эстонии Юрий Тамм.
Электромобильный Марафон проходит под патронатом Его Светлейшего Высочества Князя Монако Альбера II. Ралли проходит в сотрудничестве с Фондом Князя Монако Альбера II в лице вице-президента Фонда Бернара Фотрие.

## История
Первый Электромобильный Марафон стал своеобразным возрождением традиций ралли "Star Race" Таллинн – Монте-Карло, проходившего с 1930 по 1939 годы. Идея Марафона принадлежит Князю Монако Альберу II и Почётному Консулу Монако в Эстонии Юрию Тамму. В результате ралли возродилось в новом формате, став пробегом электрических и гибридных автомобилей.
Старт первого Электромобильного Марафона состоялся в 2011 году в Таллинне в присутствии Князя Монако.

## Маршрут
Маршрут и дата проведения Электромобильного Марафона меняется ежегодно, неизменной остаётся только финишная точка – Дворцовая площадь  Монако.

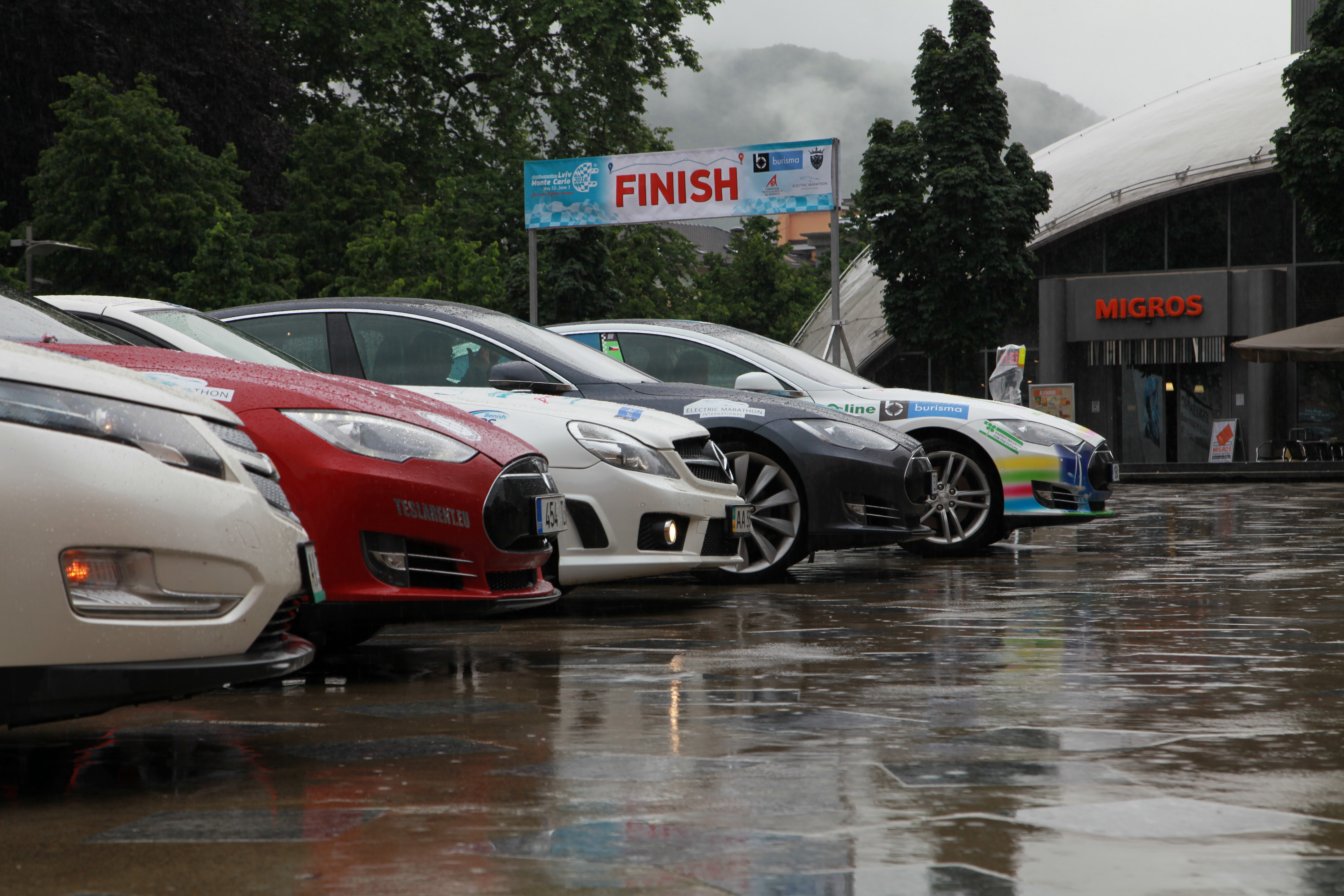
Автомобили Электромобильного Марафона 2016 в Беллинцоне, Швейцария

В 2011 году Марафон стартовал в Таллинне проходил с 3 по 11 июня по территории Эстонии, Финляндии, Швеции, Дании, Германии, Швейцарии, Италии, Франции и Монако.
В 2012 году старт также состоялся в Таллинне, маршрут прошёл по территории Эстонии, Латвии, Литвы, Польши, Чехии, Словакии, Австрии, Словении, Италии, Франции и Монако.
В 2013 году Марафон стартовал из Санкт-Петербурга, пересёк Эстонию, Латвию, Литву, Польшу, Чехию, Германию, Швейцарию, Италию, Францию и Монако.
В 2015 году торжественная церемония старта Электромобильного Марафона состоялась в Киеве. Маршрут прошёл через Украину, Польшу, Чехию, Словакию, Австрию, Словению, Италию, Францию и Монако.

## Электромобильный Марафон 2016

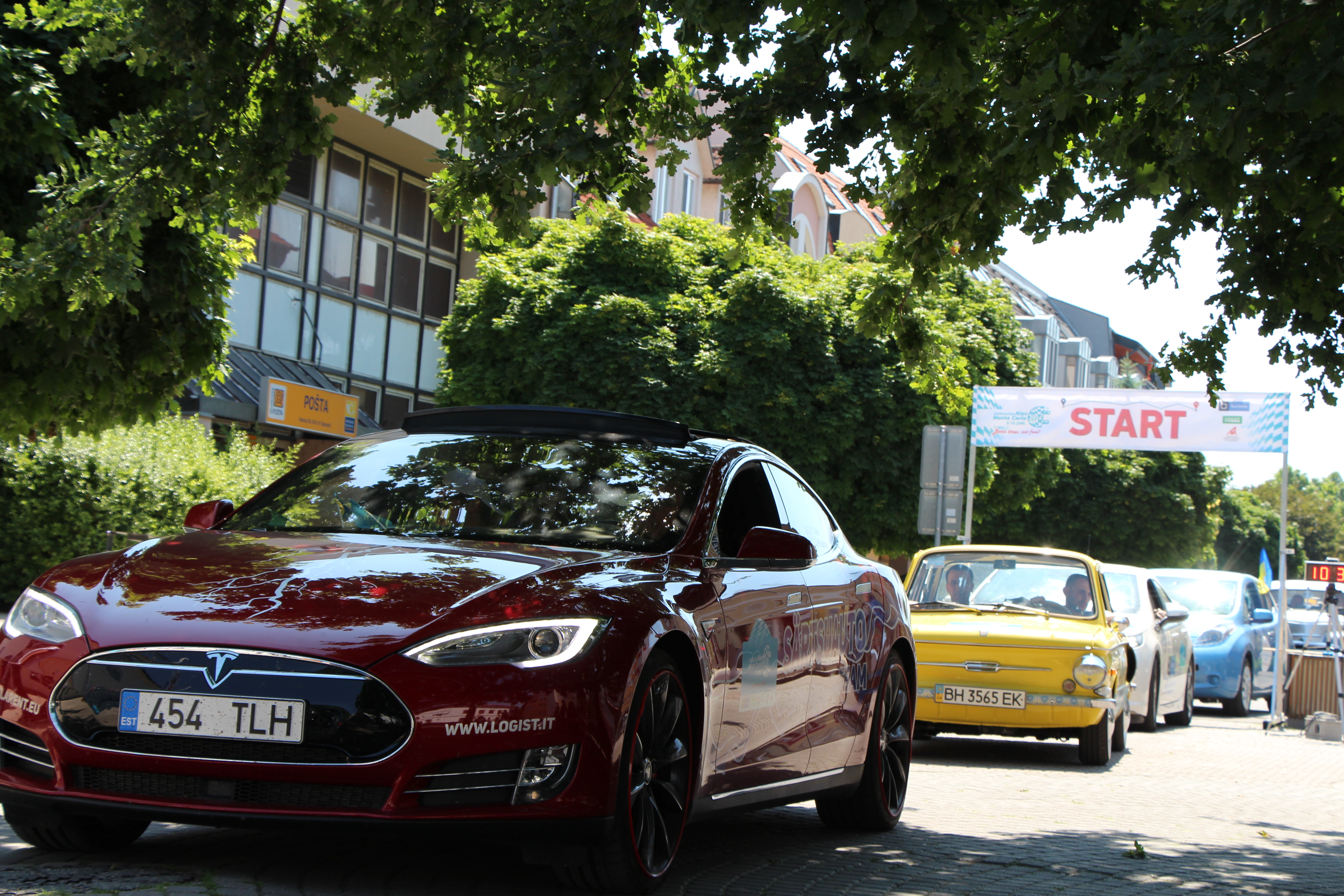
Автомобили "Электромобильного Марафона 2015" на старте промежуточного этапа ралли

В 2016 году отправной точкой Марафона стал Львов. Участники ралли побывали в таких городах, как Львов, Новояворовск (Украина), Жешув, Величка (Польша), Острава, Брно (Чехия), Шаморин (Словакия), Винер-Нойштадт, Форхдорф, Бад-Шаллербах (Австрия), Мюнхен, Ульм, Баден-Баден, Фрайбург (Германия), Бекенрид, Беллинцона (Швейцария), Парма, Болонья, Лардерелло, Пиза, Алассио (Италия), Ментона (Франция), Монте-Карло (Монако).
В общей сложности, в Электромобильном Марафоне 2016 приняли участие 82 электрических и гибридных транспортных средства из 10 стран Европы – большинство из которых присоединялось к ралли на отдельных этапах.

## Победители

### В номинации "Электромобили"

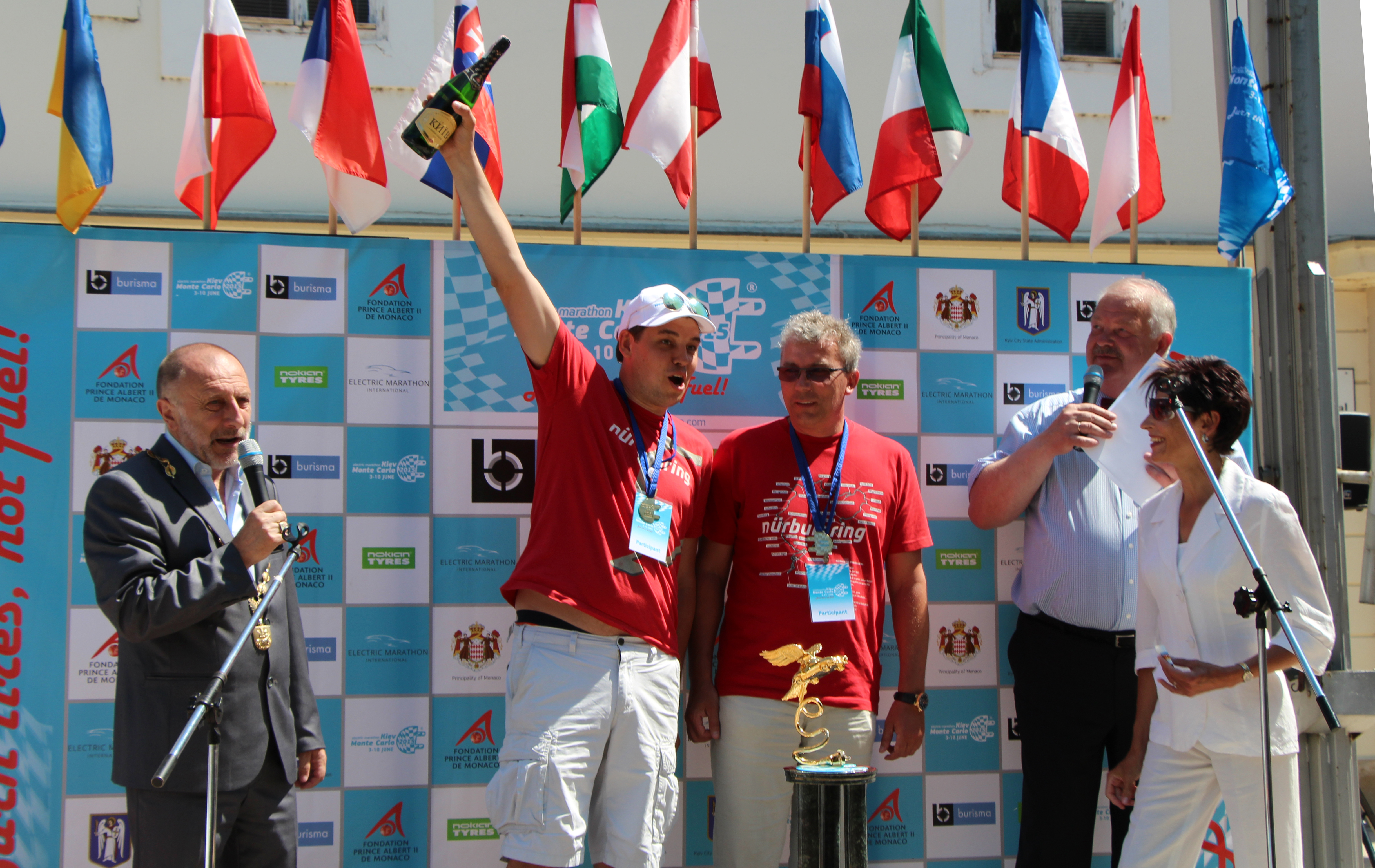
Победители "Электромобильного Марафона 2015" - эстонская команда «Särtsauto»

| Год  | Пилот или команда | Марка авто     |
| ---- | ----------------- | -------------- |
| 2011 | Kristiina Ojuland | Tesla Roadster |
| 2012 | «Olympic Casino»  | Tesla Roadster |
| 2013 | «Half Danes»      | Tesla Model S  |
| 2015 | «Särtsauto»       | Tesla Model S  |
| 2016 | «Särtsauto»       | Tesla Model S  |

### В номинации "Plug-in Гибриды"
| Год  | Пилот или команда | Марка авто     |
| ---- | ----------------- | -------------- |
| 2015 | «Burisma»         | Opel Ampera    |
| 2016 | «Burisma»         | Chevrolet Volt |

## Интересные факты
- Карл Барлев, капитан команды Half Danes — победитель Электромобильного Марафона 2013, участвовал в ралли вместе со всей своей семьёй — женой и тремя детьми, младшему из которых на тот момент было 11 месяцев.[14]
- Андрей Белый, Вице-Президент Электромобильного Марафона, в 2011 году присоединился к ралли[15], как обычный участник, и даже одержал победу на последнем этапе Марафона (Кунео — Монте-Карло) на Tesla Roadster.Андрей Белый, Князь Монако Альбер II и экс-президент Польши Александр Квасьневский награждают победителя Электромобильного Марафона 2016 в номинации «Plug-In гибриды»

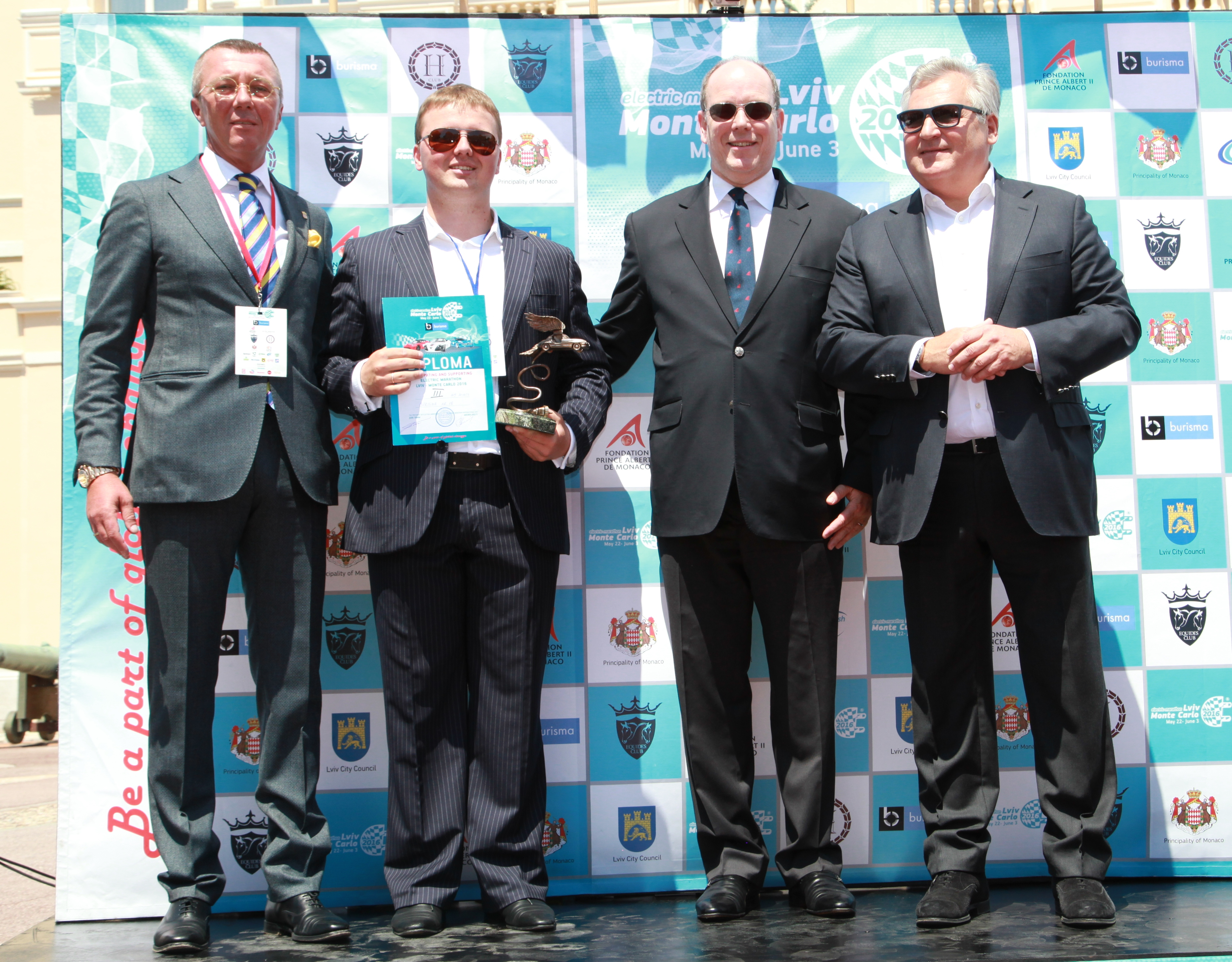
Андрей Белый, Князь Монако Альбер II и экс-президент Польши Александр Квасьневский награждают победителя Электромобильного Марафона 2016 в номинации «Plug-In гибриды»

- В старте Электромобильного Марафона 2013 приняла символическое участие копия Лунохода-1, специально доставленная из Политехнического музея в Москве[16]. С технической точки зрения первый планетоход считается электромобилем.
- В 2013-м чешская команда Иржи Влка не смогла принять участие в старте Марафона в Санкт-Петербурге. Чешские участники Электромобильного Марафона выступили на автомобиле Dacia Logan, переоборудованном под езду на метаноле — но таможенные правила Российской Федерации запрещают ввозить на территорию страны такое количество спирта.[17]
- В 2011 году участие в Электромобильном Марафоне принял переделанный в электромобиль ГАЗ М-20 «Победа»[16], а в 2015 году, кроме неё[18] — оборудованный электродвигателем ЗАЗ 968 М[19] одесского инженера Сергея Вельчева и самодельный автомобиль Electra 2[20] украинского изобретателя Валентина Гербштейна[21].
- В Электромобильном Марафоне 2016 принял участие прототип электромобиля Synchronous[22], полностью разработанный и собранный на Украине.
- В 2015 и 2016 годах Украинским государственным предприятием почтовой связи «Укрпочта» была выпущена почтовая марка, посвящённая Электромобильному Марафону.